# Pfarr- und Wallfahrtskirche Dürnbach

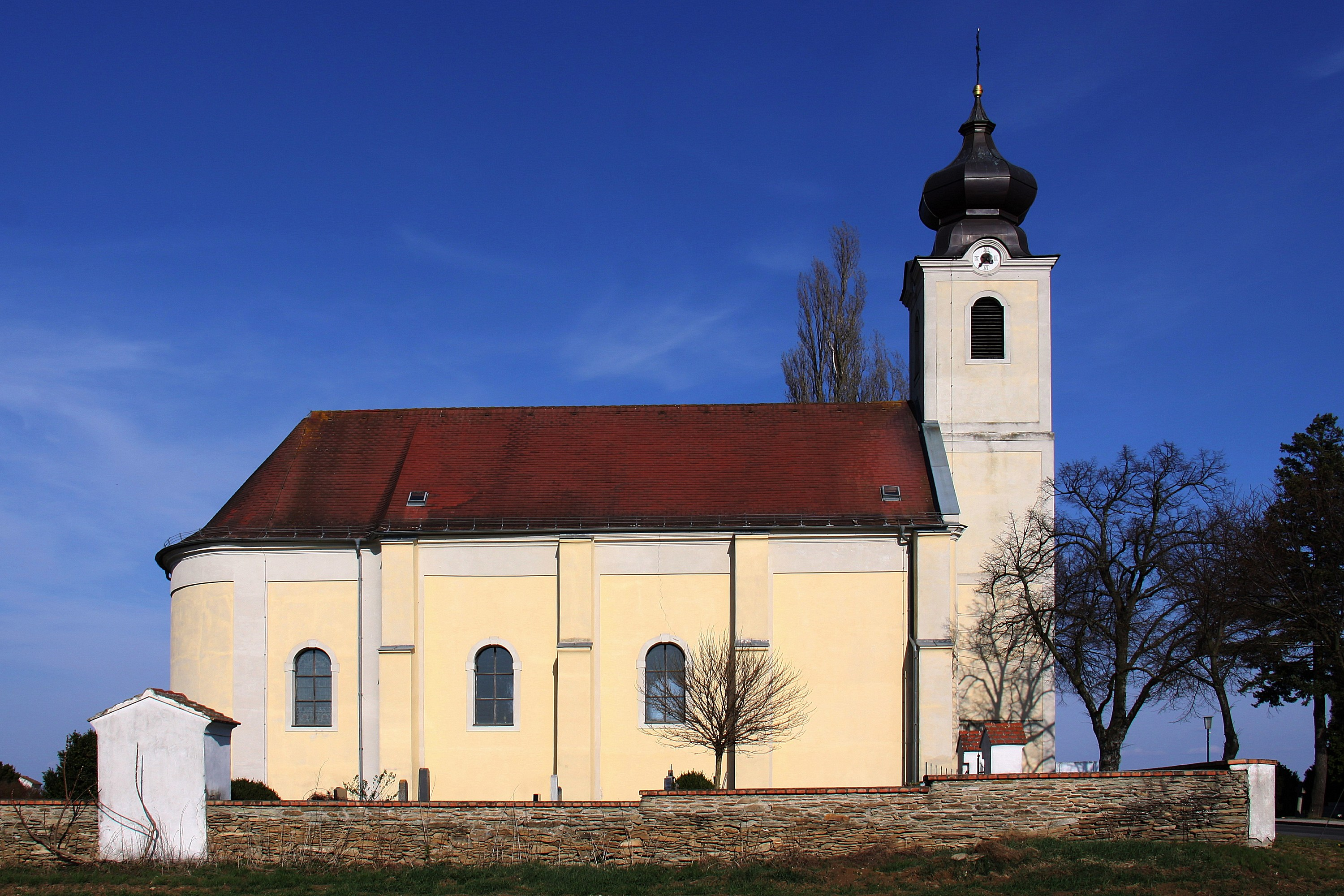
Katholische Pfarr- und Wallfahrtskirche Mariä Himmelfahrt bei Dürnbach im Burgenland

Die römisch-katholische Pfarr- und Wallfahrtskirche Dürnbach steht mit dem Friedhof auf Gemeindegebiet von Markt Neuhodis an der Nordgrenze des Ortes Dürnbach im Burgenland der Gemeinde Schachendorf im Bezirk Oberwart im Burgenland. Sie ist dem Fest Mariä Himmelfahrt geweiht und gehört zum Dekanat Rechnitz in der Diözese Eisenstadt. Die Kirche (Listeneintrag) und der Friedhof (Listeneintrag) stehen unter Denkmalschutz.

## Geschichte
Die Pfarre wurde bereits im Mittelalter (vor 1428) errichtet. 1698 wurde der Sitz der Pfarre von Hodis nach Dürnbach verlegt, der Pfarrhof befindet ist mittig in Dürnbach. Die ursprüngliche Pfarrkirche, die den Heiligen Peter und Paul geweiht war, wurde um 1780 abgerissen und von 1781 bis 1783 neu gebaut. Die Kirche wurde 1936 innen und 1982 außen renoviert.

## Kirchenbau
Rund um die Kirche liegt ein Friedhof mit Mauern. In diese sind Kapellen mit Kreuzwegstationen integriert. Die Kirche ist eine weiträumige Saalkirche. Der vorgebaute Südturm wird von einem Zwiebelhelm bekrönt. Der eingezogene Chor ist flachrund geschlossen.
Das Kirchenschiff besteht aus drei breiten Jochen. Zwischen Doppelgurten, die auf Pilastern ruhen, ist Platzlgewölbe. Die dreiachsige Empore weist eine vorgebauchte Brüstung auf und ist platzlunterwölbt. Sie stammt aus dem Jahr 1783. Der Triumphbogen ist durchlaufend gekehlt. Über dem Chor ist Platzlgewölbe, in der Apsis Schalengewölbe. Die Wandmalereien wurden um 1900 in Beuroner Manier vom Benediktinerpater Lukas aus dem Stift Seckau gemalt.

## Ausstattung
Der klassizistische Hochaltar entstand um 1790. Das verkröpfte Gesims wird von sechs Säulen getragen. Das Gesims ist in der Mitte aufgewölbt und beinhaltet ein Bild „Mariä Himmelfahrt“ von Stephan Dorfmeister aus dem Jahr 1794. Die Holzschnitzfiguren wurden 1958 restauriert. Seitlich sind der heilige Florian und der heilige Antonius zu sehen. Über dem Gebälk sind Engel und Putten dargestellt.
Der linke Seitenaltar wurde um 1700 gebaut. Er besteht aus einer flachen Wand mit Akanthusrahmen. Das Altarbild zeigt den heiligen Johannes Nepomuk. Es wird von Schnitzfiguren der Heiligen Leonhard und Donatus flankiert.
Die Kanzel ist eine einfache Tischlerarbeit aus dem Jahr 1783. Die vier barocken Sitzfiguren der vier Evangelisten stammen aus dem Jahr 1748. In der Sakristei steht ein Paramenteschrank mit Beichtstuhl aus der Zeit um 1790.
Die Orgel aus 1961 mit 12 Registern und 2 Manualen wurde von Huber Orgelbau Eisenstadt gebaut. Die Glocke wurde von Andreas Haller 1831 in Szombathely gegossen.